# Linda Snippe
Lynda Adriana (Linda) Snippe (Amsterdam, 27 maart 1956) is een voormalig Nederlands fotomodel.
Snippe won de Miss Holland-verkiezingen in 1975 en vertegenwoordigde Nederland bij de Miss Universe-verkiezing in El Salvador. Een paar maanden later verloor ze haar titel definitief naar aanleiding van een artikel in een roddelblad. 
Ze werkte in de jaren zeventig als mannequin op het Confectie Centrum te Amsterdam. 
Ook kreeg zij drie kinderen en heeft zich daarna gestort op het gezin. 
Op 16 januari 2009 was ze te gast in de Ivo Niehe-show, geheel gewijd aan Miss Holland.